# Bolna Station
Bolna Station (Bolna stasjon) er en tidligere jernbanestation på Nordlandsbanen, der ligger ved fjeldet Bolna i Rana kommune i Norge.
Stationen åbnede som trinbræt med krydsningsspor 10. december 1947, da banen blev forlænget fra Dunderland til Lønsdal. Den blev opgraderet til station 1. januar 1950, nedgraderet til trinbræt 1. september 1957 og atter opgraderet til station 20. august 1967. 13. juni 2004 blev status ændret til, at stationen er bemandet ud fra behovet i den aktuelle køreplan. Stationen betjenes ikke længere af persontog.
Stationsbygningen er opført i 1947 efter tegninger af Bjarne Friis Baastad. Den toetages bygning er opført i træ og rummede oprindeligt ekspedition og tjenestebolig, mens en enetages tilbygning fungerede som pakhus.